# Hall in Tirol
Hall in Tirol ist eine Stadt im Bundesland Tirol in Österreich auf 574 m ü. A. mit 14.698 Einwohnern (Stand 1. Jänner 2025). Hall liegt im Inntal, etwa zehn Kilometer östlich der Landeshauptstadt Innsbruck. Von 1938 bis 1974 trug Hall den Namen „Solbad Hall“.

## Geografie

### Lage
Hall liegt etwa zehn Kilometer östlich der Tiroler Landeshauptstadt Innsbruck im mittleren Inntal. Das Stadtgebiet liegt am linken Ufer des Inns am Fuß eines ausgedehnten Schwemmkegels des Weißenbachs.

### Gemeindegliederung
Das Gemeindegebiet umfasst folgende zwei Ortschaften (Einwohner Stand 1. Jänner 2025):
- Hall in Tirol (14.063)
- Heiligkreuz (635)

Die Gemeinde besteht aus den Katastralgemeinden Hall, Heiligkreuz I und Heiligkreuz II.

### Nachbargemeinden
Das Stadtgebiet von Hall grenzt an folgende Gemeinden, die alle im Bezirk Innsbruck-Land liegen:
|       | Absam                                       |        |
| Thaur | Kompassrose, die auf Nachbargemeinden zeigt | Mils   |
|       | Ampass                                      | Tulfes |

## Geschichte

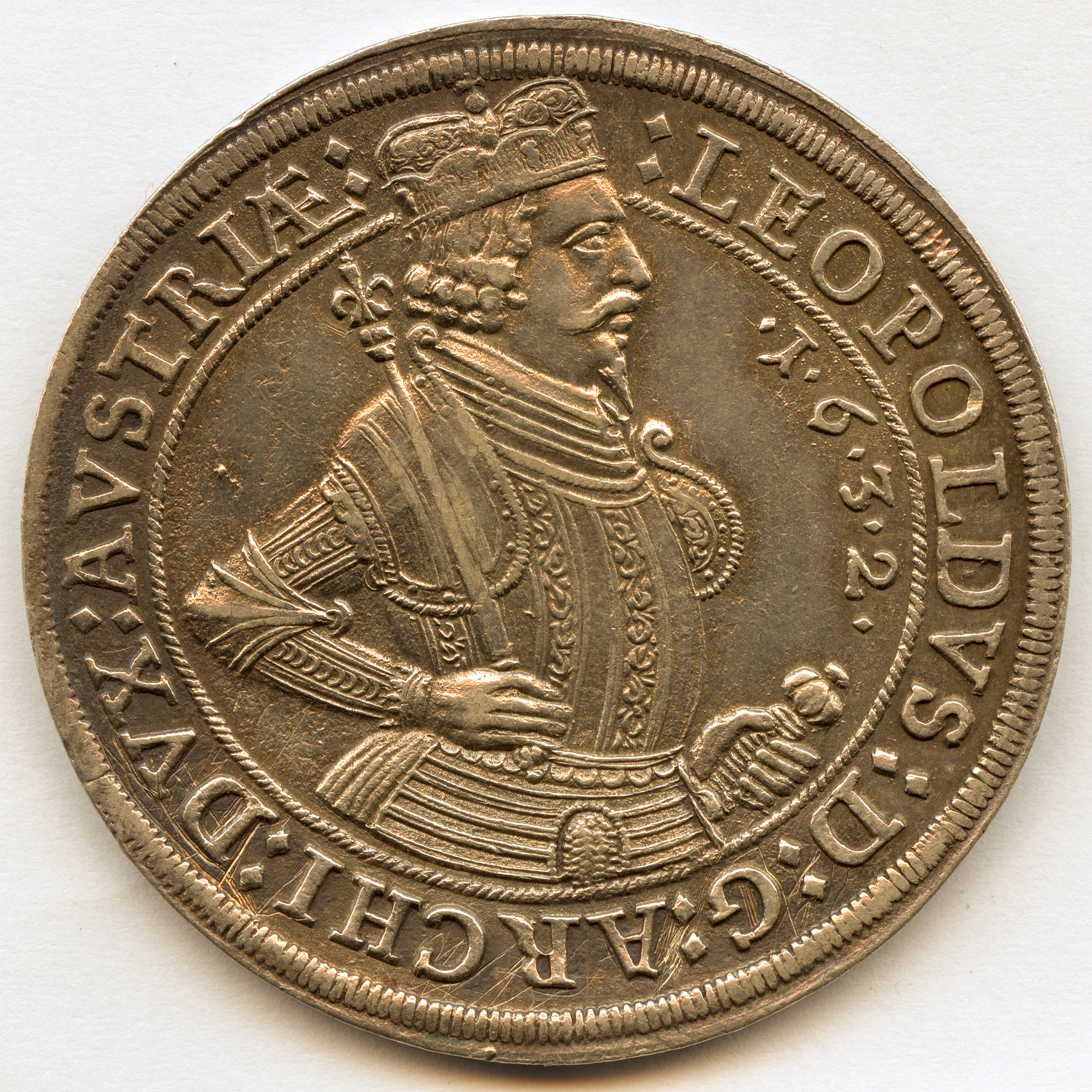
Silberthaler von 1632, geprägt in Hall in Tirol

Hall wurde 1232 erstmals urkundlich erwähnt (lateinisch salina in Intal iuxta Tavr castrum „Saline im Inntal nahe der Burg Thaur“) – der typische Hall-Name der Salzgewinnung erscheint 1256 und 1263 in einer Urkunde („ze Halle“ „zu Hall“).
Seit dem 13. Jahrhundert bildete das Salzbergwerk im Halltal die zentrale Industrie der Stadt und der Umgebung. Die Wichtigkeit des Salzes ist auch im Stadtwappen dargestellt – zwei Löwen, die eine Salzkufe halten. Das Salz wurde bis in die Schweiz, den Schwarzwald und das Rheingebiet exportiert. Auch das Holz für die Salinen wurde aus weiten Teilen Tirols auf dem Inn nach Hall geflößt und dort mittels eines Holzrechens herausgefischt. Die Salzlauge musste deshalb aus dem Halltal bis in die Nähe des Flusses transportiert werden. Dazu wurden Holzleitungen verwendet. 1303 wurde Hall zur Stadt erhoben und auf Grund der damit verbundenen Rechte zur zentralen Markt- und Handelsstadt in Nordtirol (siehe unten). 1371 werden in einer Urkunde Herzog Albrechts III. die Märkte der „statt ze Halle“ sowie die „burger ze Halle“ ausdrücklich genannt. 1447 kam es zu einem herben Rückschlag in der Stadtentwicklung, als bei einem großen Stadtbrand große Teile der oberen Stadt von einer Feuersbrunst vernichtet wurden.

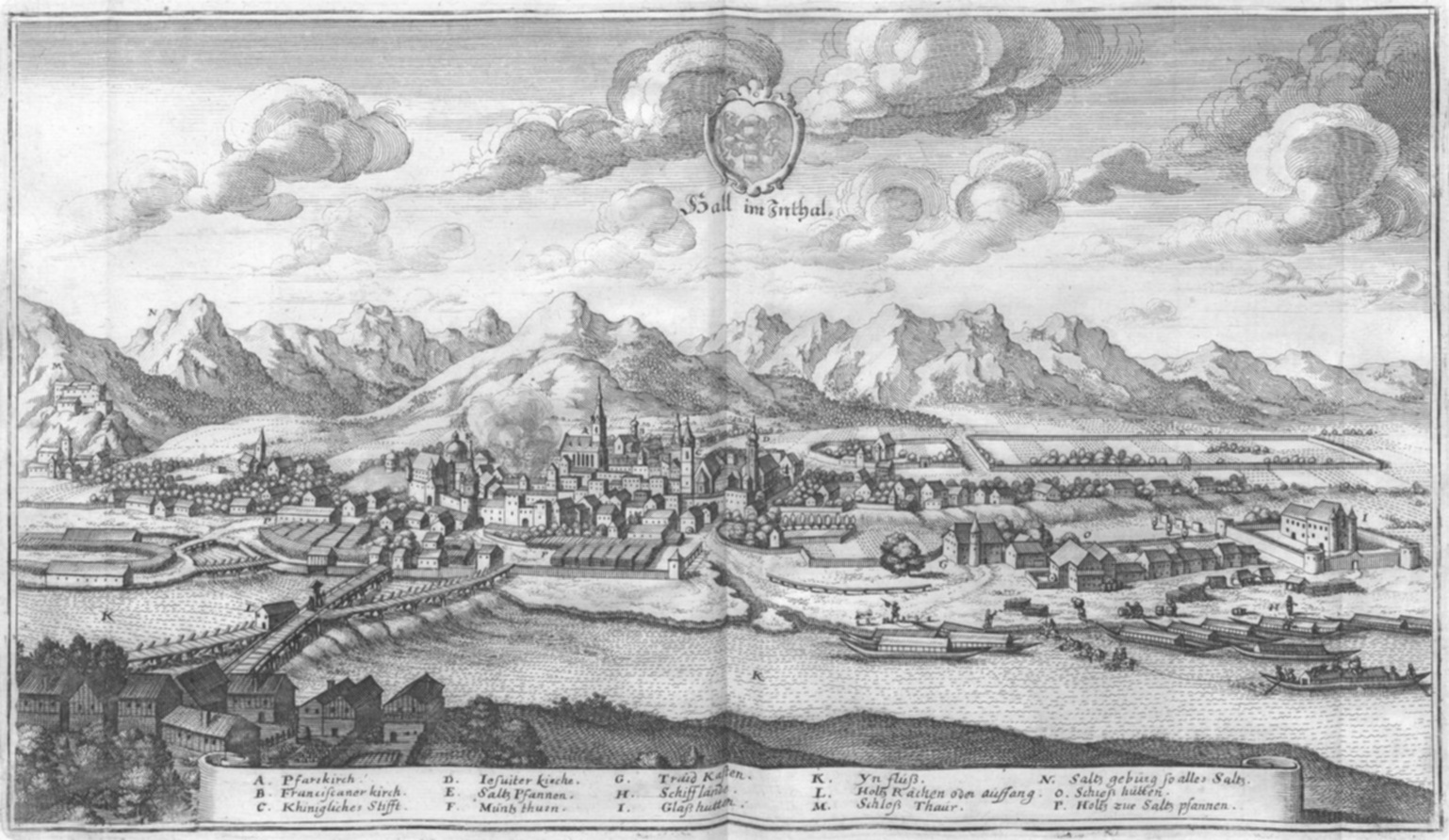
Hall im Inthal, Kupferstich in der Topographia Provinciarum Austriacarum von Matthäus Merian, 1679

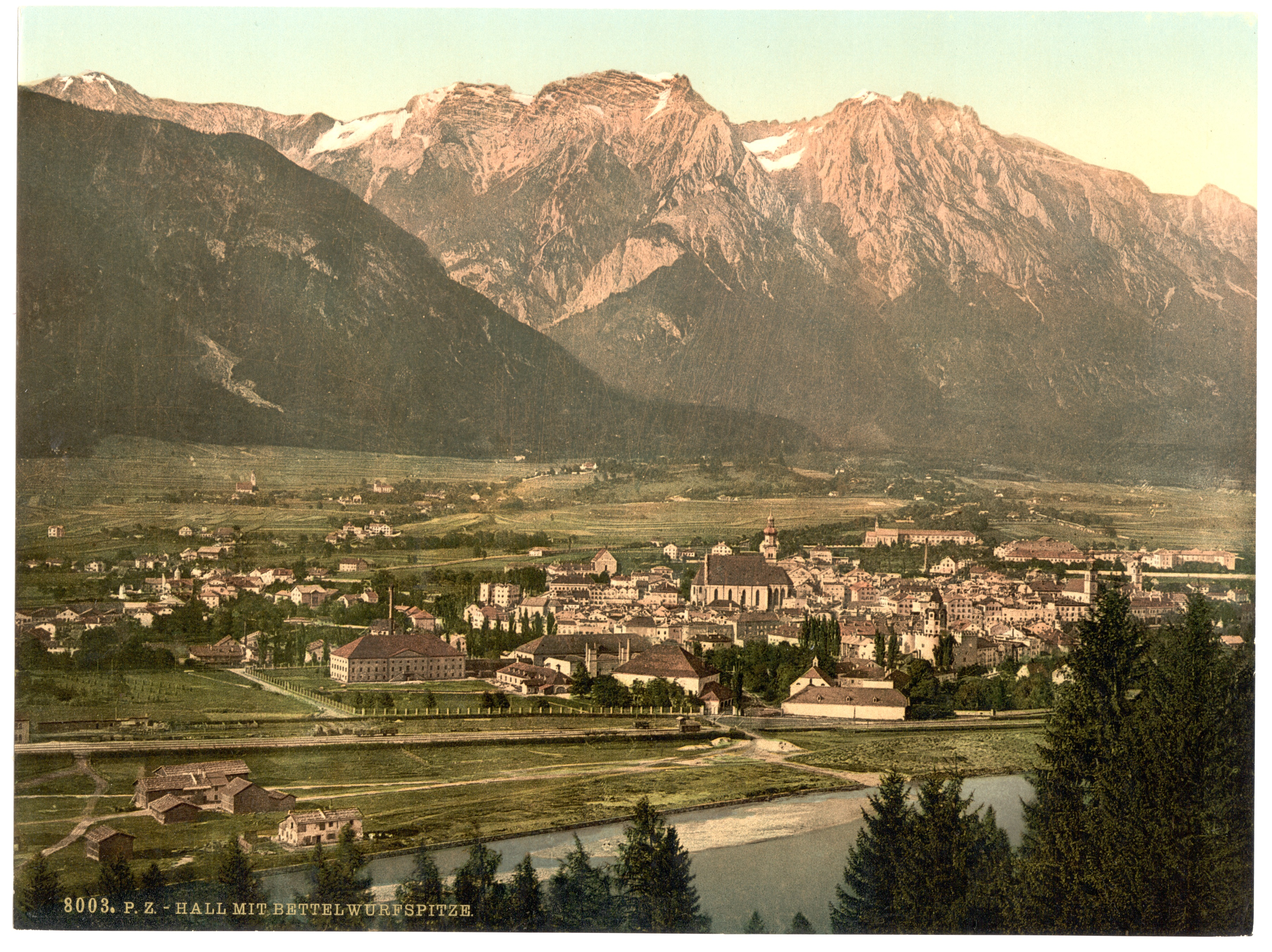
Hall um 1900

1477 verlegte Erzherzog Sigmund von Tirol die landesfürstliche Münzstätte
von Meran nach Hall. Der Grund dafür ist wohl in der guten Befestigung der Stadt und ihrer Nähe zum historischen Schwazer Bergbau zu suchen. In Hall wurden ab 1486 Silbermünzen mit der Prägung als Guldiner geschlagen. Auch im 16. Jahrhundert war die Münzprägestätte in Hall sehr innovativ; so setzte man hier zum ersten Mal für die reguläre Münzprägung Maschinen, die so genannten Walzenprägemaschinen, ein. Sie wurden ein Exportschlager und gelangten über das habsburgische Spanien (Segovia) bis nach Südamerika (Potosí), wo sich das letzte Exemplar einer Walzenprägemaschine (ein Streckwerk) erhalten hat. Das Münzmuseum in der Haller Burg Hasegg verfügt seit seiner Neueröffnung 2003 über eine Rekonstruktion dieser damals revolutionären Maschine.
Die bekannten Andreas-Hofer-Kreuzer von 1809, die den dringenden Geldbedarf während des Tiroler Freiheitskampfes decken sollten, waren die letzten Münzprägungen der Münzstätte Hall.
Im 15. und 16. Jahrhundert gehörte Hall zu den bedeutendsten Städten der habsburgischen Herrschaften. So findet sich eine Stadtansicht von Hall im ersten Hof des Palazzo Vecchio in Florenz, dessen Malereien anlässlich der Hochzeit von Francesco I. de Medici mit einer Tochter Kaiser Ferdinands I. angefertigt wurden. Ab 1501 war Hall zudem der Ort, an dem die bedeutende, vom Ritter Florian Waldauf gestiftete Reliquiensammlung den zahlreichen Pilgern gezeigt wurde. 
Vorwiegend sächsische Bergleute brachten die Ideen und Schriften Martin Luthers und der Reformation nach 1520 in die Stadt wie in weitere Bergwerksorte Österreichs. Die dabei auftretenden lutherischen Prediger, allen voran die bedeutenden Theologen Jacob Strauß und Urbanus Rhegius, trafen infolge kirchlicher Missstände auf reges Interesse, Anklang und Zustimmung. Sie erreichten eine Abwendung von der übersteigerten Reliquienverehrung und Hinwendung zum evangelischen Glauben. Vor allem Kaiser Ferdinand I. und der Salzburger Erzbischof Matthäus Lang versuchten, die Reformation zu bekämpfen, rückgangig zu machen und möglichst von der Macht fern zu halten.
Erst mit der Gegenreformation nach 1550 gewann die Reliquenverehrung wieder an Zuspruch. 1567 wurde das Haller Damenstift gegründet; wenig später errichtete man auch Gebäude für den hier beheimateten Konvent der Jesuiten bei der neu erbauten Allerheiligenkirche. 1644 erfolgte der Baubeginn des Franziskanerklosters am jetzigen Standort. Ein großes Erdbeben am 17. Juli 1670 zerstörte die meisten Türme der Stadt und richtete großen Schaden an; die Erdbebenpfeiler zur Verstärkung älterer Häuser zeigen noch heute in der Altstadt die Ausmaße des damaligen Bebens. Dieses Beben wird auf eine Stärke von 5,2 auf der Richterskala geschätzt und gehört zu den stärksten Erdbeben in Österreich.
In Heiligkreuz lebte und wirkte über viele Jahre hinweg der Tiroler Priester und Volksdichter Reimmichl, (Sebastian Rieger).
Während der K.u.K.-Monarchie bis 1914 war Hall Garnisonsstadt für das IV. Bataillon des Tiroler Kaiserjäger Regiments Nr. 4. Im Zweiten Weltkrieg kam es aufgrund der Bombardierung des für die Inntalstrecke bedeutenden Bahnhofes zu erheblichen Schäden im Südwesten der Stadt; die Altstadt blieb von größeren Schäden verschont. Am 19. Dezember 1944 wurde die Bahnkreuzung bei Loretto durch sieben Bombentreffer zerstört. Der Verkehr auf der Unterinntalbahn sowie auf der Straßenbahnlinie 4 konnte jedoch schon nach wenigen Wochen wieder aufgenommen werden. Am 16. Februar 1945 zerstörte ein Bombenteppich mit insgesamt 323 Einschlägen sämtliche Eisenbahnanlagen und umliegende Gebäude völlig. Damit blieb der Bahnhof Hall bis nach Kriegsende ausgeschaltet. Der zweite Bombenangriff forderte 70 Tote und entfachte mehrere mittlere Brände. Als einziges kulturhistorisch bedeutendes Bauwerk wurde die Salvatorkirche bei dem Angriff vom 16. Februar 1945 getroffen. Allerdings wurde dabei an der östlichen Chorwand ein Fresko des Südtiroler Malers Hans von Bruneck entdeckt.
Als am 3. Mai 1945 um 9:15 Uhr amerikanische Panzer von Innsbruck her kommend am Unteren Stadtplatz einrückten, war für Hall der Zweite Weltkrieg vorüber.
Der kurz vor dem Zweiten Weltkrieg verfolgte Gedanke, aus Hall einen Kurort zu machen (daher auch die Umbenennung 1938 in Solbad Hall), ließ sich durch die Kriegswirren nur in geringem Ausmaß umsetzen. Mit dem Aus der Saline begrub man auch die Pläne eines systematischen Ausbaus der Stadt zum Kurort, was sich 1974/75 in der Rückkehr zum alten Stadtnamen Hall in Tirol ausdrückte.
Im Jahr 1967 wurde der Salzbergbau beendet, anschließend funktionierte man die Herrenhäuser im Halltal, die bis dahin die Unterkunft der Bergarbeiter waren, zu einem kleinen Bergbaumuseum um. Die Herrenhäuser wurden jedoch 1999 von einer Lawine teilweise zerstört.

### Historische Marktstadt

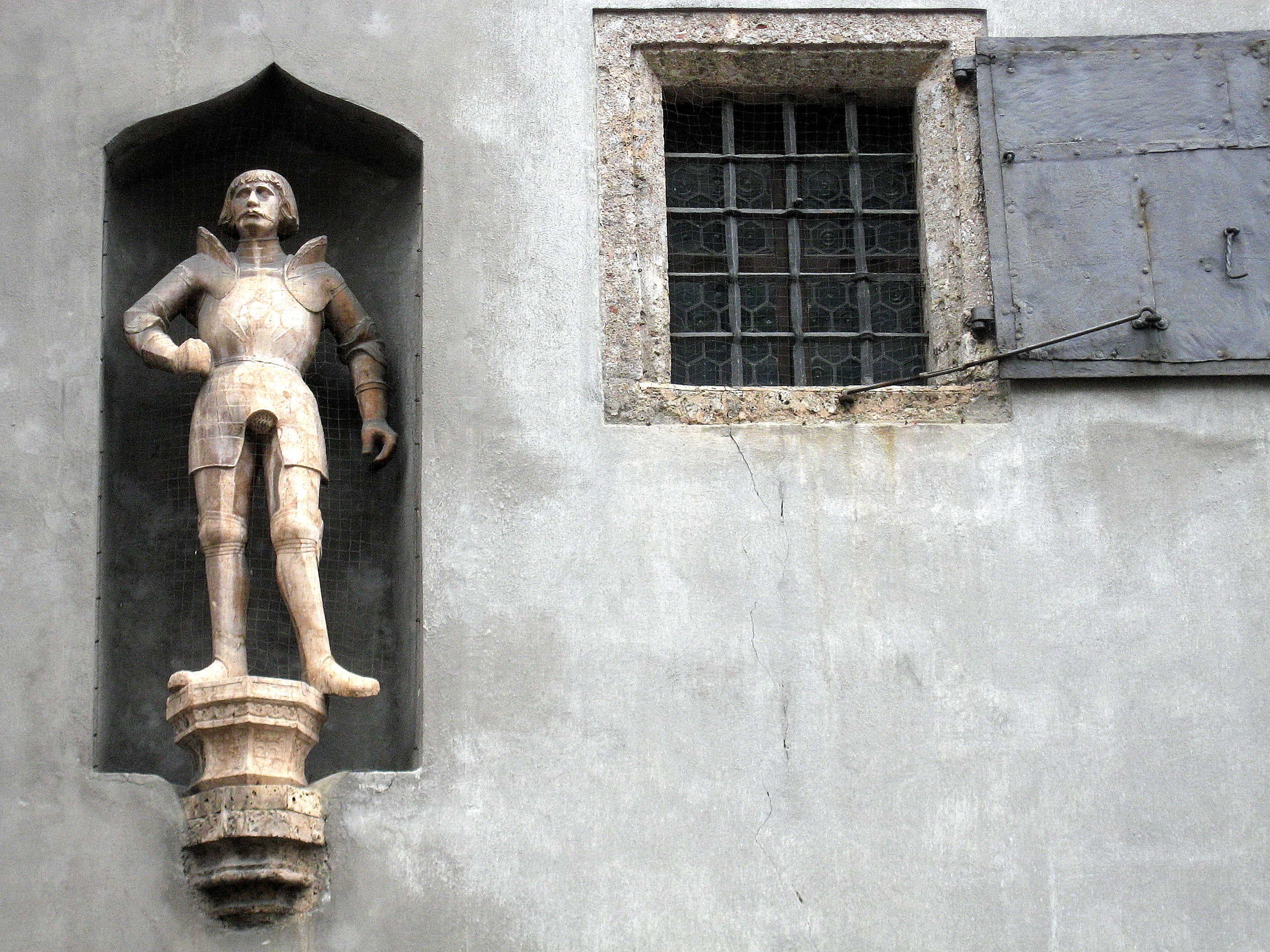
Rolandsstatue am Rathaus

Die Stadt Hall blickt auf eine lange Tradition als einer der bedeutendsten Marktplätze in Tirol zurück.
Dabei stellte nicht nur der Vertrieb des Haller Salzes einen wichtigen Impuls für die Haller Märkte dar. Der zur Salzproduktion nötige Holzrechen durch den Inn machte Hall zum Ausgangspunkt der Innschifffahrt und damit zur Kopfstation des Handels über den Inn und die Donau. Das Stadtrecht von 1303 sah darüber hinaus das Niederlagsrecht für die Stadt vor, was in der Praxis bedeutete, dass jeder Händler hier seine Waren „niederlegen“ musste.
Doch Hall war schon vor 1303 ein Marktort, wie die landesfürstlichen Urbare (Einnahmelisten) zeigen. Demnach besaß die Stadt spätestens seit den 1280er Jahren das Marktrecht. Zunächst handelte es sich noch um einen Markt der Nahversorger, also hauptsächlich von Lebensmitteln aus der Umgegend der Stadt zur Versorgung der Knappen und der ständig wachsenden Bevölkerung. Diese Märkte wurden in der einstigen Marktgasse (heute Salvatorgasse) und am Oberen Stadtplatz abgehalten; um die Schmied- und Marktgasse bildete sich ein Marktviertel heraus.
1356 verlieh Markgraf Ludwig von Brandenburg den Hallern das Recht, zusätzlich zwei Jahrmärkte abzuhalten. Die mittelalterlichen Jahrmärkte hatten – im Gegensatz zum normalen Markt – überregionale Funktion. So zogen auch die Haller Jahrmärkte auswärtige Händler in großer Zahl an. Hier wurde von Lebensmitteln bis zu Luxusgütern praktisch alles angeboten, was der Haller Kaufmann oder der einfache Bürger brauchte.
Die Jahrmärkte dauerten jeweils acht Tage und begannen im Frühjahr am zweiten Sonntag nach St. Georg (23. April), im Herbst am zweiten Sonntag nach St. Gallus (16. Oktober); seit 1536 wurde der Termin jeweils um eine Woche nach hinten verschoben, so dass der Jahrmarkt nun jeweils am dritten Sonntag nach St. Georg bzw. St. Gallus stattfand. Seine Eröffnung wurde durch das Ritual der „Marktberufung“ gefeiert: Am Eröffnungssonntag verkündete nach dem feierlichen Gottesdienst um 10 Uhr der Fronbote vom Balkon an der Mauer des Rathaushofes der versammelten Menge am Oberen Stadtplatz, dass die bedeutendsten Haller Amts- und Würdenträger mit dem Bürgermeister an der Spitze anwesend seien; es folgte die öffentliche Verlesung der Marktordnung. Noch heute erinnert eine Wandmalerei auf der Rückwand des Balkones an den Trommler, der dieses Ereignis begleitete.
Als Herzog Leopold IV. den Hallern 1406 das Rathausgebäude schenkte, vermachte er der Stadt zugleich auch den hinter dem Rathaus liegenden Baumgarten. Dieser wurde daraufhin als Marktanger der neue Marktplatz der Stadt. Die Märkte fanden nun vor allem am Oberen Stadtplatz und am heute mit der Neuen Mittelschule überbauten Marktanger zwischen Bachlechnerstraße, Krippgasse und Rathausrückseite statt. Das Portal der einstigen Durchfahrt, die beide Hauptplätze miteinander verband, ist heute noch auf der linken Seite der Fassade des Rathauscafés gut zu erkennen. Über der Durchfahrt steht die Figur des Roland, der ursprünglich den Brunnen am Oberen Stadtplatz zierte und zur Zeit des Marktes ein Schwert in der Hand hielt; er gilt als Zeichen der Marktfreiheit und Marktgerichtsbarkeit eines Ortes.
1648 und 1656 wurden die beiden Haller Jahrmärkte mit dem Privileg erweitert, auch Vieh verkaufen zu dürfen, doch die große Blütezeit der Haller Jahrmärkte ging spätestens im 18. und 19. Jahrhundert dem Ende entgegen, als man zunehmend ausländischen Händlern den Zugang zu den Märkten verwehrte und die Bedeutung der Märkte durch die zunehmende Zentralisierung generell abnahm. In jüngerer Zeit geht der Trend wieder zurück zur alten Marktstruktur. Bis heute gibt es einen wöchentlich stattfindenden Bauernmarkt, und der Adventmarkt am Oberen Stadtplatz gehört zu den beliebtesten Adventmärkten Tirols.
In der Zollstraße wurde Februar 2016 österreichweit die erste Traglufthalle als Quartier für 240 Flüchtlinge errichtet.

### Bevölkerungsentwicklung
EinwohnerJahr40006000800010.00012.00014.00016.0001860189019201950198020102040EinwohnerEinwohnerentwicklung von Hall in Tirol

## Kultur und Sehenswürdigkeiten

### Sehenswürdigkeiten

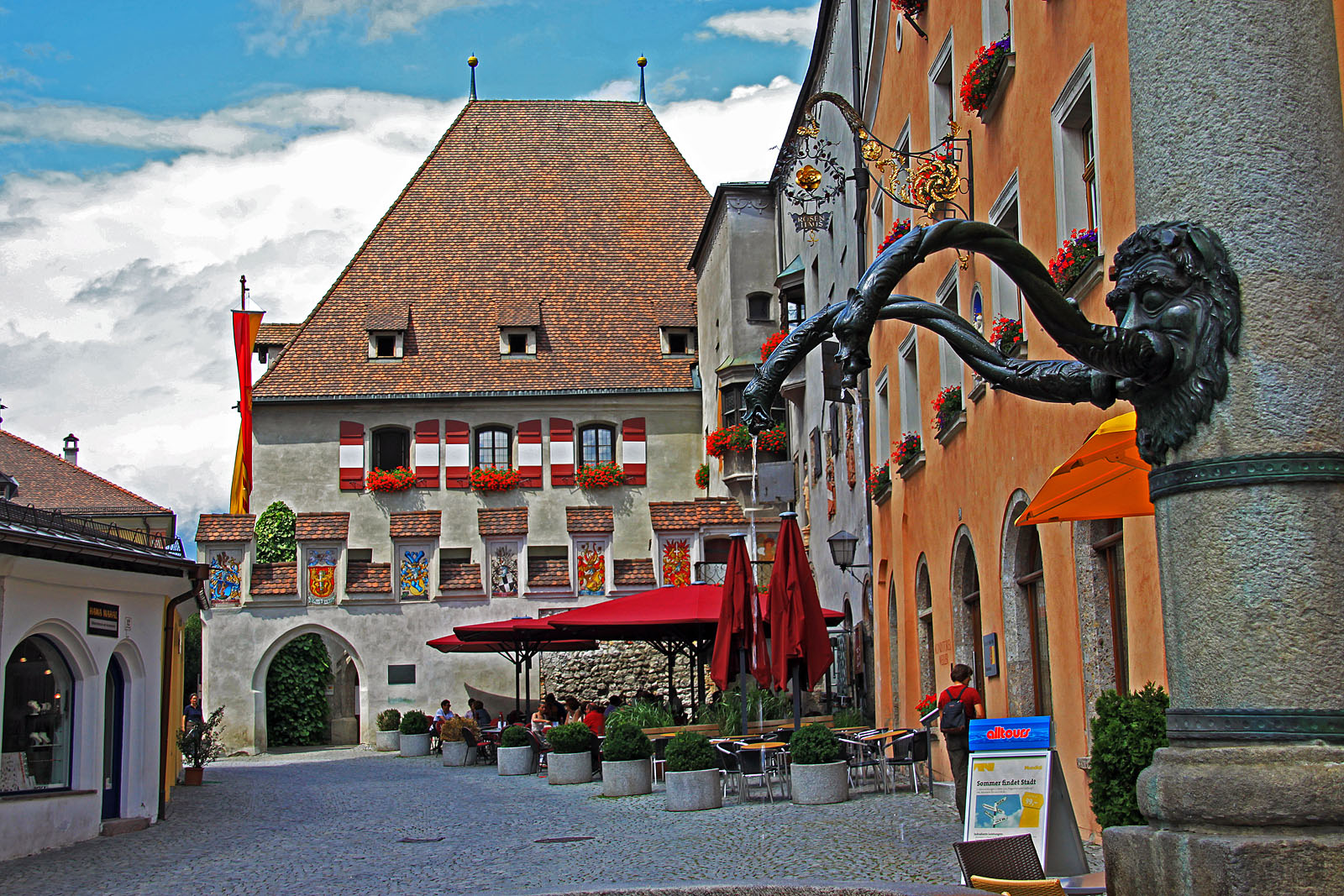
Oberer Stadtplatz mit Rathaus

Der Obere Stadtplatz in der Altstadt bietet ein mittelalterliches Ambiente. Hier befinden sich das städtische Rathaus, dessen Ratssaal als Trausaal verwendet wird, und die gotische Pfarrkirche St. Nikolaus.
Am Stiftsplatz erheben sich die Stiftskirche (Herz-Jesu-Basilika), deren Fassade Elemente der Renaissance aus ihrer Erbauungszeit bewahrt hat, und die Allerheiligenkirche (ehemalige Jesuitenkirche), die erste Barockkirche Nordtirols. Im Südwesten der Altstadt liegt die kleine Salvatorkirche, die mit einem Jüngsten Gericht aus der Zeit um 1418 eine der wenigen hochgotischen Malereien Nordtirols besitzt.
In und um Hall gibt es mehrere historische Ansitze: Rainegg (16. Jh.), Sommerhaus (vor 1630), Stubenhaus, Thurnfeld und das Thöml-Schlössl.
Moderne Gebäude finden sich im Umfeld der Altstadt, so etwa das Ensemble um den Kurpark.

### Museen
Hall beherbergt mehrere Museen. Insbesondere in der Burg Hasegg südlich der Stadt entstand ein Kulturzentrum, in dem mehrere Museen und die zentralen Institutionen der stadtgeschichtlichen Forschung beherbergt sind. Das 2003 neu eröffnete Münzmuseum Münze Hall in der Burg beleuchtet die bedeutende Stellung der Haller Münze für die Entwicklung der europäischen Münztechnik. Seit 2005 kann der Besucher des Museums auch das Wahrzeichen der Stadt, den restaurierten Münzerturm in der Burg Hasegg, besuchen. Seit dem Sommer 2007 ist die Stadtarchäologie Hall ebenfalls in den Museumsparcours integriert. Das 2010–2013 erweiterte Stadtmuseum beherbergt bedeutende Kunstschätze aus der Stadtgeschichte.
Ein Bergbaumuseum in der Altstadt, in dem u. a. ein begehbarer Stollen, Schächte und eine Rutschbahn nachgebildet wurden, gibt noch einen guten Eindruck von der harten Arbeit unter Tage in den Halltaler Stollen. Als Museumsgebäude dient die ehemalige Schmalzwaage, das frühere Lager für die Naturalien, mit denen die Bergleute anteilig entlohnt wurden.

### Denkmalschutz und Stadtarchäologie
Der Denkmalschutz spielt in der Stadt, die über die größte erhaltene mittelalterliche Altstadt in Nordtirol verfügt, eine zentrale Rolle. Seit mehreren Jahrzehnten versucht man hier die historische Bausubstanz zu erhalten und zu erneuern. Dabei sollen die alten Häuser bewahrt werden, die Stadt aber zugleich ein lebendiger Ort des Austauschs bleiben. Für ihre Bemühungen erhielt die Stadt bereits 1984 den ersten Österreichischen Staatspreis für Denkmalschutz; 1986 wurde ihr die Europafahne für ihre Verdienste im Denkmalschutz verliehen. Als ständige die Stadt beratende Institution für sensible Planungsfragen in der Altstadt wurde 1971 ein eigener Altstadtausschuss eingerichtet.
Hall ist Mitglied im Verband Kleine historische Städte, die Stadt bemüht sich überdies um überregionale Projekte im Bereich des Denkmalschutzes, etwa zusammen mit der Partnerstadt Sommacampagna in Italien oder der Stadt Segovia in Spanien.
Seit 1996 verfügt die Stadt Hall als erste und bislang einzige Stadt Westösterreichs über eine eigene Stadtarchäologie, die seither wesentliche Erkenntnisse zur Stadt- und Regionalgeschichte beigetragen hat. So konnten etwa die weitreichenden Handelsbeziehungen der Stadt im Spätmittelalter und der frühen Neuzeit auch archäologisch mehrfach nachgewiesen werden. Auch das bedeutende Stadtarchiv der Stadt Hall, das als größtes Gemeindearchiv Österreichs gilt, verfügt über reiche Bestände seit der Zeit der Stadterhebung (1303). Seit 2006 geben Stadtarchiv und Stadtarchäologie eine interdisziplinäre Reihe unter dem Titel Forum Hall in Tirol. Neues zur Geschichte der Stadt heraus.

### Kulturelle Ereignisse
- Sprachsalz, Internationales Literaturfestival Hall i.T., das seit 2003 jedes Jahr rund 20 internationale Autoren im September zu Lesungen einlädt, die hauptsächlich im Parkhotel stattfinden.
- Haller Gassenspiele: Komödienspiele im Sommer, an verschiedenen Plätzen in der Haller Altstadt. 2012 mit Moliere’s George Dandin Gewinner des Tiroler Volksbühnenpreises
- Theater Szenario Tirol: Lobkowitzgebäude, Saline 15. Freies Theater, gegründet 2005 vom Haller Theatermacher Wolfgang Klingler.
- Kolpingbühne Hall in Tirol: Älteste Haller Theaterbühne, gegründet 1867. Bekannt für jährliches Kindertheater zur Weihnachtszeit. Gewinner des Volksbühnenpreises 2024 mit dem Stück "Die kleine Hexe" von Otfried Preußler.
- Die Partisaner Garde zu Hall in Tirol, eine Ehrengarde zum Schutze des Allerheiligsten bei Prozessionen, wurde 2013 von der UNESCO unter der Bezeichnung Sakramentsgarden in Tirol in das UNESCO-Verzeichnis des Immateriellen Kulturerbes in Österreich aufgenommen.

## Wirtschaft und Infrastruktur
In Hall befindet sich das Landeskrankenhaus Hall, die UMIT Tirol – Private Universität für Gesundheitswissenschaften und -technologie und ein Bezirksgericht. Außerdem ist Hall Sitz der FELDER-Gruppe, die Maschinen für die Holzbearbeitung herstellt.

### Verkehr

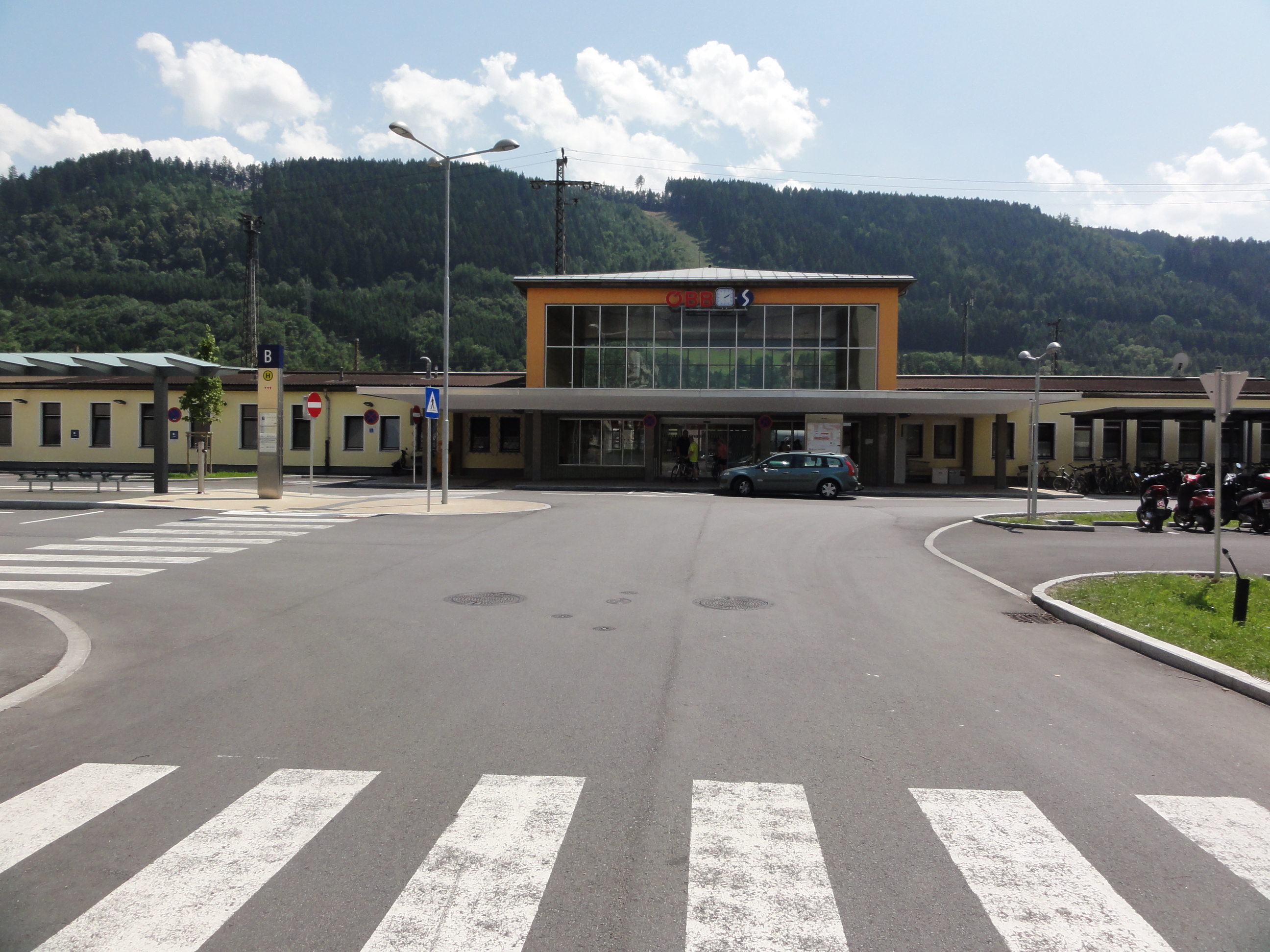
Vorplatz und Hauptgebäude des Bahnhofs

Hall ist durch mehrere Regionalbuslinien sowie einen Bahnhof an der Unterinntalbahn an das öffentliche Verkehrsnetz angebunden. Bis 1974 war Hall durch eine Überlandstraßenbahn (Haller) mit Innsbruck verbunden. Heute erreicht man die Stadt von Innsbruck aus mit der S-Bahn und den Innsbrucker-Verkehrsbetriebe-Buslinien 501, 503, 504 und 505.
Der Bahnhof von Hall in Tirol wird pro Tag von 1900 Reisenden frequentiert und ist Verschiebebahnhof des Eisenbahnknotens Innsbruck.
Die Stadt ist mit den Anschlussstellen Hall-Mitte und Hall-West an die Inntalautobahn A 12 angebunden.

## Politik

### Gemeinderat
In den Gemeinderat werden 21 Mandatare gewählt:
| Wählergruppe                                                    | 2022    | 2022    | 2022    | 2016    | 2016    | 2016    |
| Wählergruppe                                                    | Prozent | Stimmen | Mandate | Prozent | Stimmen | Mandate |
| --------------------------------------------------------------- | ------- | ------- | ------- | ------- | ------- | ------- |
| Volkspartei Hall Team Werner Hackl (HACKL)1)                    | 28,39   | 1648    | 7       | 37,71   | 2230    | 8       |
| Dr. Christian Margreiter (FÜR HALL) 3)                          | 23,85   | 1384    | 5       | 14,93   | 883     | 3       |
| SPÖ Hall & Parteifreie. Mag.ª Julia Schmid & Team (SPÖ HALL) 2) | 16,49   | 957     | 4       | 13,17   | 779     | 3       |
| Die Grünen Hall + Unabhängige (GRÜNE) 4)                        | 11,75   | 682     | 2       | 13,21   | 781     | 3       |
| Die Haller Freiheitlichen (FPÖ) 5)                              | 11,73   | 681     | 2       | 20,97   | 1240    | 4       |
| MFG Menschen Freiheit Grundrechte (MFG)                         | 7,79    | 452     | 1       |         |         |         |

1) Die Partei trat 2016 unter dem Namen „Bürgermeisterliste Dr. Eva Maria Posch – ÖVP Hall“ an.
2) Die Partei trat 2016 unter dem Namen „Gerhard Mimm, Sozialdemokratie-Hall und Parteifreie“ an.
3) Die Partei trat 2016 unter dem Namen „FÜR HALL – Unabhängige Bürgerliste“ an.
4) Die Partei trat 2016 unter dem Namen „Die Grünen Hall – GRÜNE“ an.
5) Die Partei trat 2016 unter dem Namen „Haller Freiheitliche“ an.

### Bürgermeister
Die letzten Bürgermeisterwahlen fanden gleichzeitig mit den Gemeinderatswahlen im Jahr 2022 statt. Bei der Stichwahl siegte Christian Margreiter mit 57,5 Prozent der Stimmen.
Liste der Bürgermeister:
- 1945–1968 Viktor Schumacher[24]
- 1968–1997 Josef Posch (ÖVP)
- 1997–2010 Leo Vonmetz (ÖVP)[25]
- 2010–2012 Johannes Tratter (ÖVP)
- 2012–2022 Eva Maria Posch (ÖVP)
- seit 2022 Christian Margreiter (Für Hall)

### Wappen
Beschreibung: „In Rot eine von zwei gekrönten goldenen Löwen gehaltene silberne Salzkufe mit goldenen Reifen.“
Das seit 1316 nachweisbare Stadtwappen zeigt mit der Salzkufe die Bedeutung des Salzbergbaus für die Stadt. Die Löwen sind eine Wappengabe von Kaiser Maximilian I. aus dem Jahr 1501.

### Städtepartnerschaften
Die Partnerstadt ist  Sommacampagna (Venetien/Italien)
Befreundete Städte sind
- Arco (Trentino/Italien)
- Brixen (Südtirol/Italien)
- Iserlohn (Nordrhein-Westfalen/Deutschland), seit 1967
- Winterthur (Schweiz), seit 1948

## Persönlichkeiten

### Söhne und Töchter der Stadt
- Johannes Fuchsmagen (um 1450–1510), Humanist
- Blasius Amon (um 1558–1590), Franziskaner, Komponist
- Christoph Grienberger (1561–1636), Jesuit, Mathematiker, Theologe und Astronom. Zeitgenosse von Galilei und Kepler
- Israel Rumpler (um/nach 1580–1635), württembergischer Maler
- Sebastian Achamer (1623–1694), Orgelbauer
- Johann Franz Graf von Khuen (1649–1702), Fürstbischof von Brixen
- Ulrich Glantschnigg (1661–1722), Maler
- Anton Roschmann (1694–1760), Historiker und Bibliothekar
- Franz Zacherle († um 1790), Bildhauer
- Josef Martin Lengauer (1727/28–1793), Bildhauer
- Matthias Kirchner (1735–1805), Barockmaler
- Franz Xaver Grass (1758–1833), Mönch, Bibliothekar und Orientalist
- Philipp Benitius Mayr (1760–1826), Servitenpater und Theologieprofessor an der Universität Innsbruck
- Joseph Alois Holzmann (1762–1815), Organist und Komponist
- Georg Wachter (1809–1863), Maler
- Josef Plank (1815–1901), Maler
- Ferdinand Ritter von Attlmayr (1829–1906), k.u.k. Marineoffizier
- Otto Stolz (1842–1905), Mathematiker
- Friedrich Stolz (1850–1915), Philologe
- Heinrich Ballmann (1856–1922), Jurist, Komponist und Musikaliensammler
- Vital Jäger (1858–1943), Benediktiner, Geologe
- Josef Wohlfartstetter (1865–1935), Orgelbauer
- Franz Xaver Fuchs (1868–1944), Kunstmaler
- Dominikus Dietrich (1871–1951), Prämonstratenser-Chorherr und Abgeordneter zum österreichischen Nationalrat
- Bruno Huber (1899–1969), Botaniker und Hochschulprofessor
- Anton Haller (1907–1958), Berufsschullehrer und Politiker
- Albert von Riccabona (1907–1980), Mediziner und Hochschullehrer
- Heinrich Andergassen (1908–1946), SS-Offizier und Kriegsverbrecher
- Oswald Haller (1908–1989), Grafiker und Maler
- Franz Viertl (1910–1966), Bildschnitzer und Restaurator
- Ila Egger-Lienz (1912–2003), Schriftstellerin
- Gertrud Theiner-Haffner (1912–1989), Schriftstellerin
- Nikolaus Grass (1913–1999), Rechts- und Staatswissenschaftler
- Walter Krajnc (1916–1944),  NS-Widerstandskämpfer.
- Raimund Berger (1917–1954), Schriftsteller
- Josef Bachlechner der Jüngere (1921–1979), Bildhauer
- Walther Reyer (1922–1999), Theater- und Filmschauspieler
- Franz Gamillscheg (1924–2018), Rechtswissenschaftler
- Otto Grünmandl (1924–2000), Kabarettist, Volksschauspieler und Schriftsteller
- Rudolf Millonig (* 1927), Bildhauer
- Rudolf Vogl (1934–2010), Schriftsteller
- Hellmut Bruch (* 1936), Maler und Bildhauer der Konkreten Kunst
- Max Peintner (* 1937), Maler und Architekt
- Josef Feistmantl (1939–2019), Rennrodler und Olympiasieger
- Werner Pirchner (1940–2001), Komponist und Jazzmusiker
- Peter Willburger (1942–1998), Maler und Radierer
- Hilde Zach (1942–2011), Politikerin, Bürgermeisterin von Innsbruck
- Klaus Dibiasi (* 1947), Olympiasieger im Wasserspringen
- Maria Schaffenrath (* 1951), Lehrerin und Politikerin (LIF)
- Karl Weber (* 1951), Rechtswissenschafter und Hochschullehrer
- Ernst Caramelle (* 1952), Künstler und Hochschullehrer
- Franz Posch (* 1953), Volksmusiker und Gründer der Dixielanders Hall
- Franz Pitschmann (* 1954), Ringer
- Bernhard Braun (* 1955), römisch-katholischer Philosoph
- Franz Baur (* 1958), Komponist
- Helmut Kraft (* 1958), Fußballtrainer
- Irene Partl (* 1958), Politikerin
- Eva Schlegel (* 1960), Künstlerin
- Andreas Felder (* 1962), Skispringer
- Stefan Kappacher (* 1962), Journalist
- Barbara Hundegger (* 1963), Schriftstellerin
- Bernhard Rudisch (* 1964), Rechtswissenschaftler und Hochschullehrer
- Ernst Vettori (* 1964), Skispringer und Olympiasieger
- Hermann Geißler (* 1965), katholischer Theologe
- Robert Pienz (* 1965), Theaterintendant, Regisseur und Schauspieler
- Thomas Schroll (* 1965), Bobfahrer und Olympiasieger
- Peter Wurm (* 1965), Unternehmer und Politiker, Abgeordneter zum Nationalrat
- Walter Posch (* 1966), Iranist und Islamwissenschaftler
- Martin Sexl (* 1966), Literaturwissenschaftler
- Michael Streiter (* 1966), Fußballspieler und -trainer
- Claus Tieber (* 1966), Filmwissenschaftler und Publizist
- Oliver Anthofer (* 1967), Winter-Behindertensportler
- Ludwig Gredler (* 1967), Biathlet
- Otto Hornek (* 1967), Musiker
- Birgit Mair (* 1967), deutsch-österreichische Sozialwissenschaftlerin, Buchautorin und Wissenschaftsjournalistin
- Severin Schwan (* 1967), Pharmamanager, Verwaltungsratspräsident Roche Holding
- Elmar Weixlbaumer (* 1967), Unternehmer, Verleger und Buchautor
- René Zumtobel (* 1971), Politiker (SPÖ)
- Christoph Bieler (* 1977), Nordischer Kombinierer
- Michael Hornek (* 1977), Jazzmusiker
- Florian Riedl (* 1977), Politiker, Abgeordneter zum Tiroler Landtag
- Ingrid Felipe (* 1978), Politikerin (Grüne)
- Verena Pötzl (* 1978), Sängerin
- Manfred Pranger (* 1978), Skirennfahrer
- Veronika Halder (* 1980), Rennrodlerin
- Christoph Pepe Auer (* 1981), Jazzmusiker
- Andreas Linger (* 1981), Rennrodler und Olympiasieger
- Andreas Schrott (* 1981), Fußballspieler
- Wolfgang Linger (* 1982), Rennrodler und Olympiasieger
- Michael Tschuggnall (* 1982), Sänger
- Christian Nagiller (* 1984), Skispringer
- Claudia Giner (* 1985), Schlagersängerin
- David Bergmüller (* 1989), Lautenist, Komponist und Pädagoge
- Janine Flock (* 1989), Skeletonpilotin
- Yasmani Stambader (* 1991), Schauspieler
- David Gleirscher (* 1994), Rennrodler
- Benjamin Maier (* 1994), Bobfahrer
- Elias Praxmarer (* 1994), Komponist und Organist
- David Soyza (* 1994), Jazzmusiker
- Rebecca Heinrich (* 1995), Slampoetin und Schriftstellerin
- Alexander Joppich (* 1995), Fußballspieler
- Noah L. Perktold (* 1995), Schauspieler und Theaterregisseur
- Philomena Bair (* 1996), Freestyle-Skierin
- Felix Leitner (* 1996), Biathlet
- Nadine Ungerank (* 1996), Sportschützin
- Anna Reisigl (* 1997), Jazzmusikerin
- Dario Winkler (* 1997), Eishockeyspieler
- Madeleine Egle (* 1998), Rennrodlerin
- Anna Gandler (* 2001), Biathletin
- Johannes Lamparter (* 2001), Nordischer Kombinierer
- Lukas Parger (* 2001), Fußballspieler
- Mona Mitterwallner (* 2002), Mountainbikerin
- David Jaunegg (* 2003), Fußballspieler
- Yannick Vötter (* 2004), Fußballspieler

### In Hall in Tirol wirkende Persönlichkeiten
- Peter Hartenbeck (um 1550–1616), Stempelschneider und Medailleur in der Münze Hall
- Hippolyt Guarinoni (1571–1654), Arzt und Universalgelehrter, der in Hall praktizierte
- Christoph Sätzl (um 1592–1655), Komponist
- Michael Gasser († 1677), Barockbildhauer
- Gregor Fritz (1693–1774), Barockbildhauer
- Anton Zoller (1695–1768), Barockmaler
- Josef Anton Zoller (1730–1791), Barockmaler
- Carl Stegmayer (1800–1862), Montanbeamter und Schriftsteller
- Gottlieb von Zötl (1800–1852), Forstwissenschaftler und Bergrat in der Stadt
- Alois Moriggl (1810–1866), Direktor der Taubstummenanstalt in Hall
- Alfons Siber (1860–1919), Kunstmaler und Dichter
- Josef Andergassen (1861–1929), Altarbauer und Bildhauer
- Ottmar Zeiller (1868–1921), Bildhauer und Holzschnitzer
- August Haffner (1869–1941), Semitist und Rektor der Universität Innsbruck
- Josef Bachlechner der Ältere (1871–1923), Bildhauer
- Cyriel Verschaeve (1874–1949), flämisch-nationaler Priester und Autor
- Andreas Crepaz (1877–1963), Bildhauer
- Maria Zeiller-Uchatius (1882–1958), Malerin, Grafikerin, Kunstgewerblerin, Hochschullehrerin
- Peter Sellemond (1884–1942), Bildhauer und Bildschnitzer
- Viktor Schumacher (1894–1981), Arzt, aktiv im Haller NS-Widerstand und Ehrenbürger[29]
- Rudolf Reinhart (1897–1975), Metallplastiker[30][31]
- Helmut Rehm (1911–1991), Grafiker, Landschafts- und Porträtmaler
- Franz Pöhacker (1927–2021), Bildhauer und Zeichner[32][33]
- Hanno Schlögl (1944–2020), Architekt
- Heinz D. Heisl (* 1952), Schriftsteller, Musiker und Kurator im Team des Literaturfestivals Sprachsalz
- Barbara Schramm-Skoficz (* 1963), Stadträtin und Landtagsabgeordnete
- Patrick Haslwanter (* 1984), Politiker, Abgeordneter zum Tiroler Landtag

## Galerie

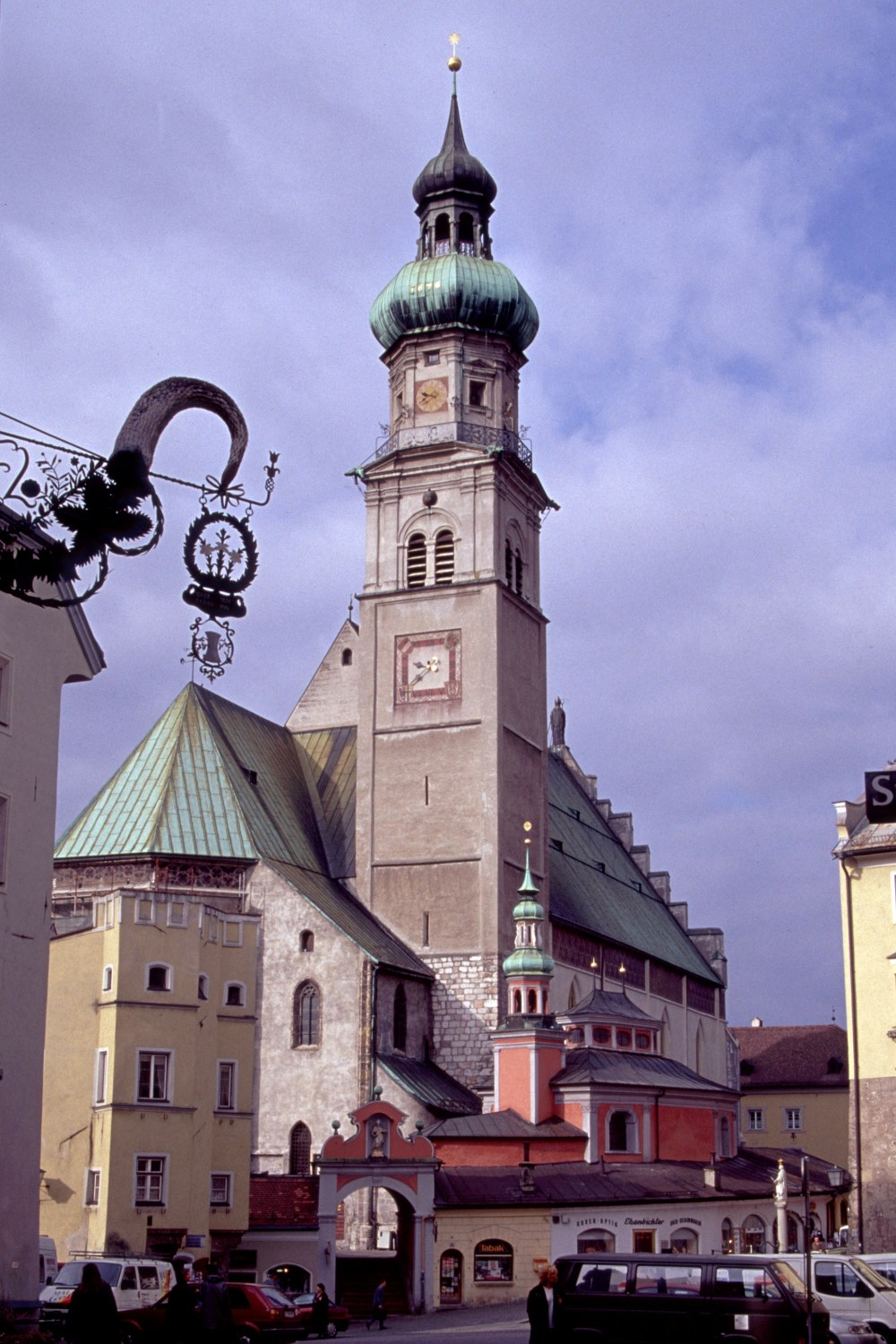
Kirche St. Nikolaus im historischen Zentrum von Hall
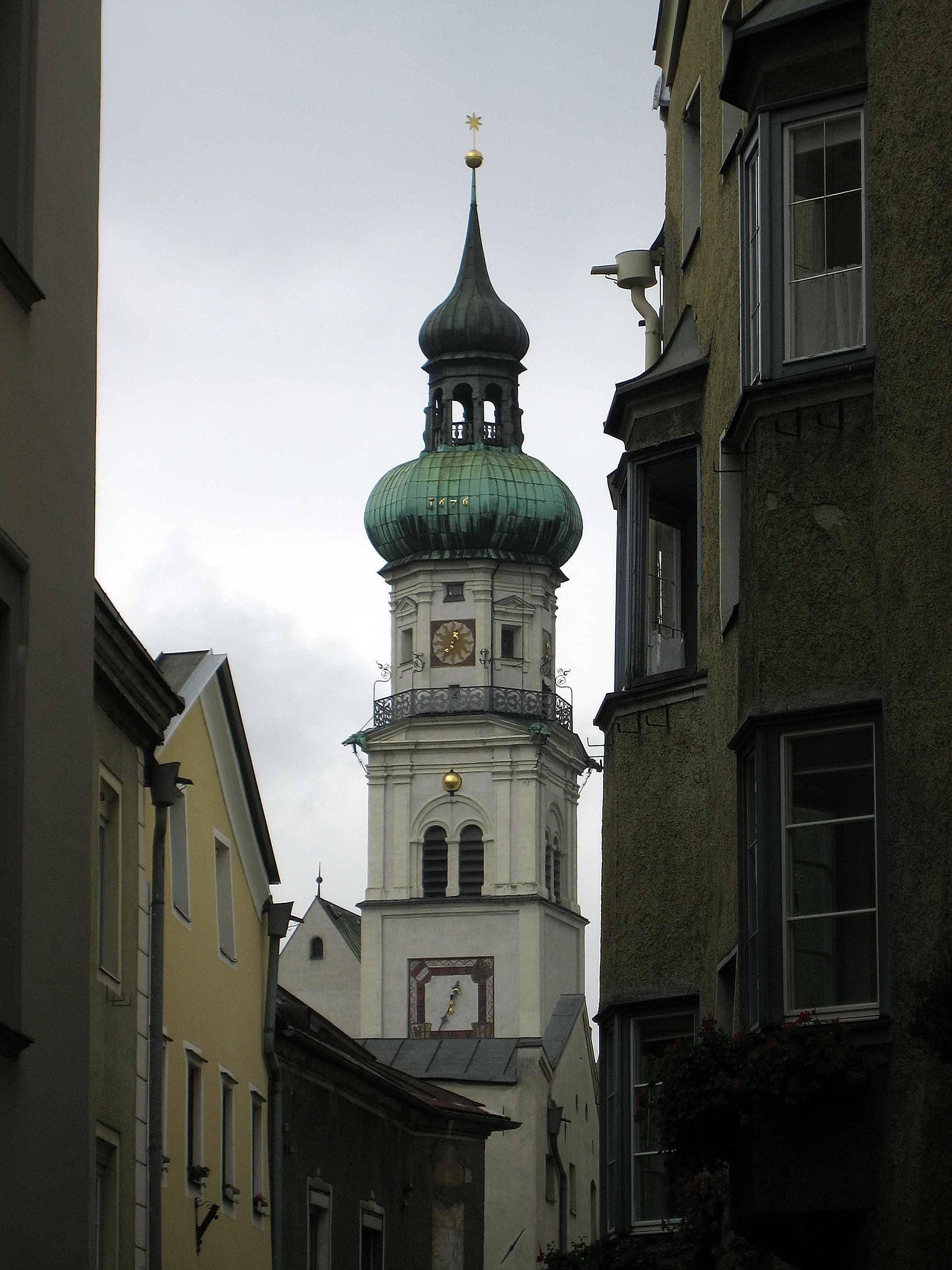
Turm der Stadtpfarrkirche
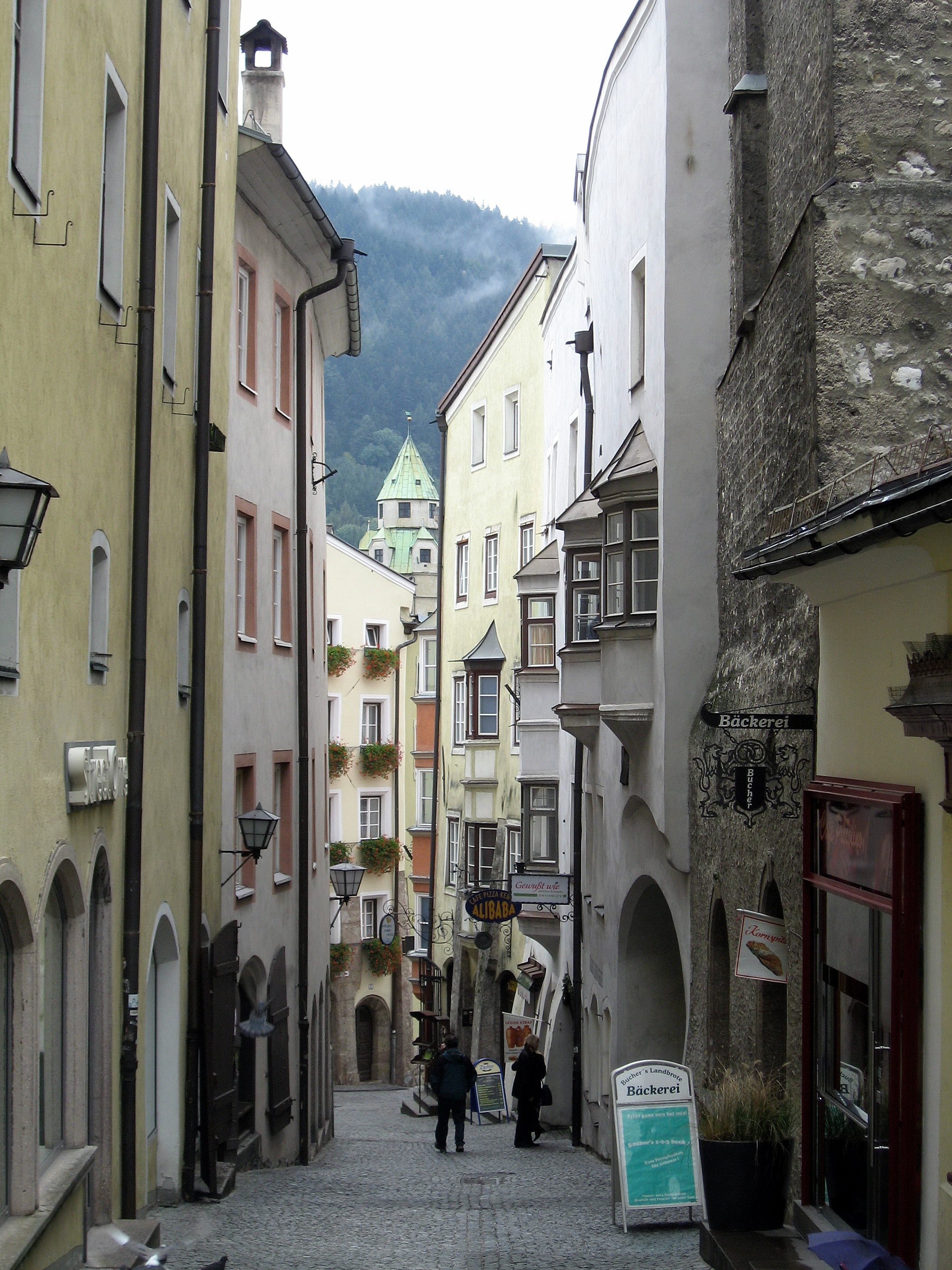
Langer Graben im Zentrum von Hall
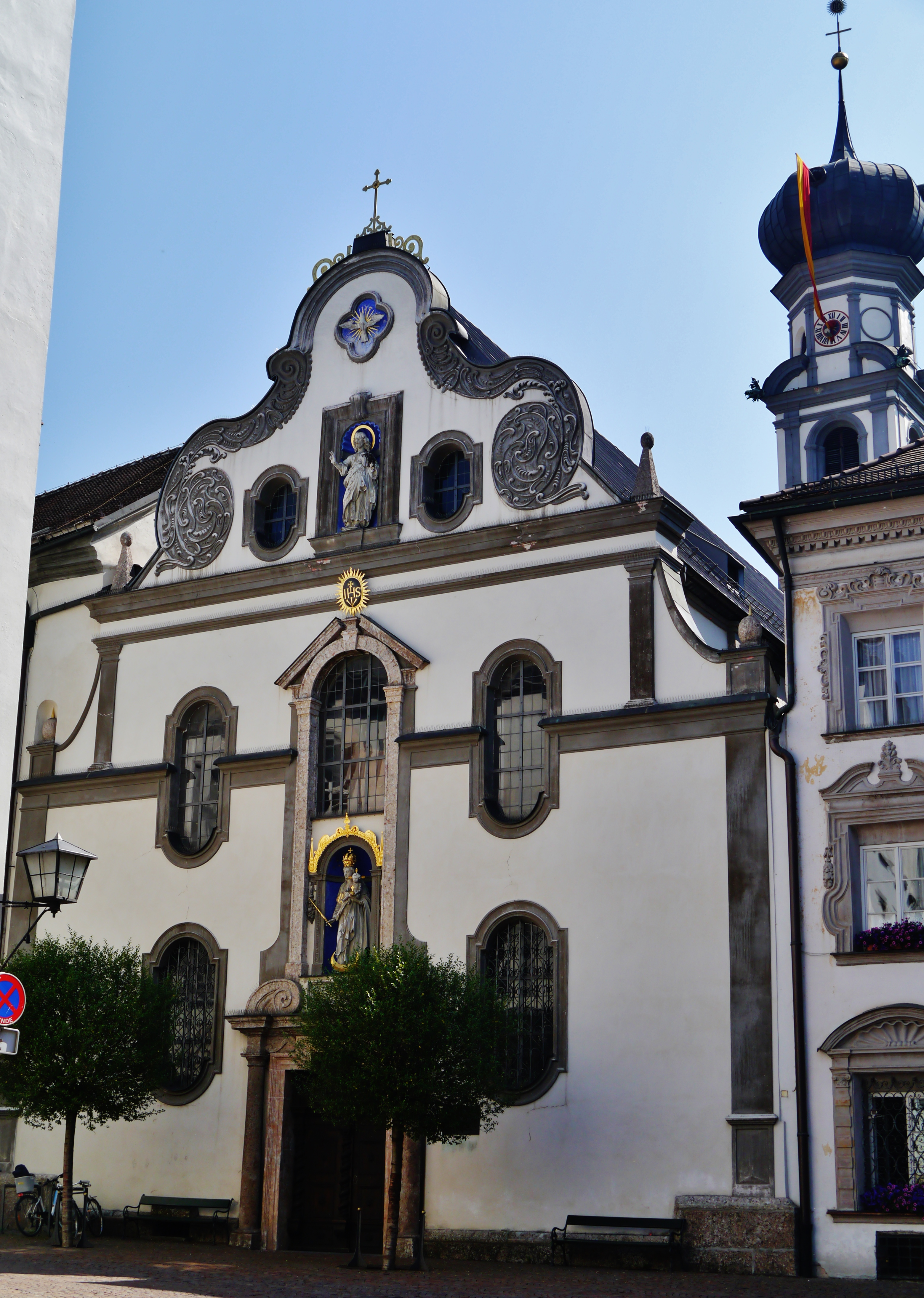
Jesuitenkirche
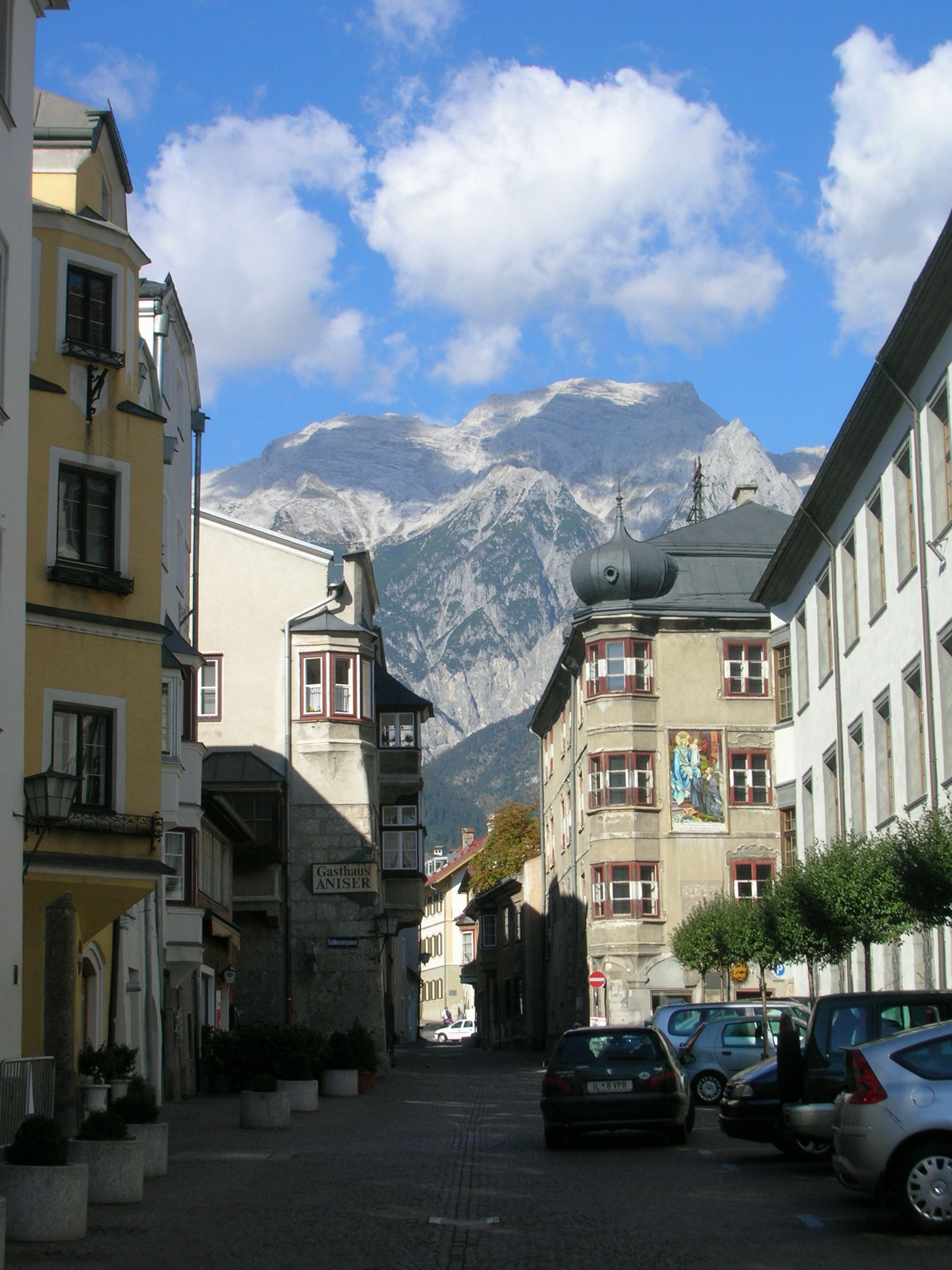
Haller Altstadt mit Bettelwurf
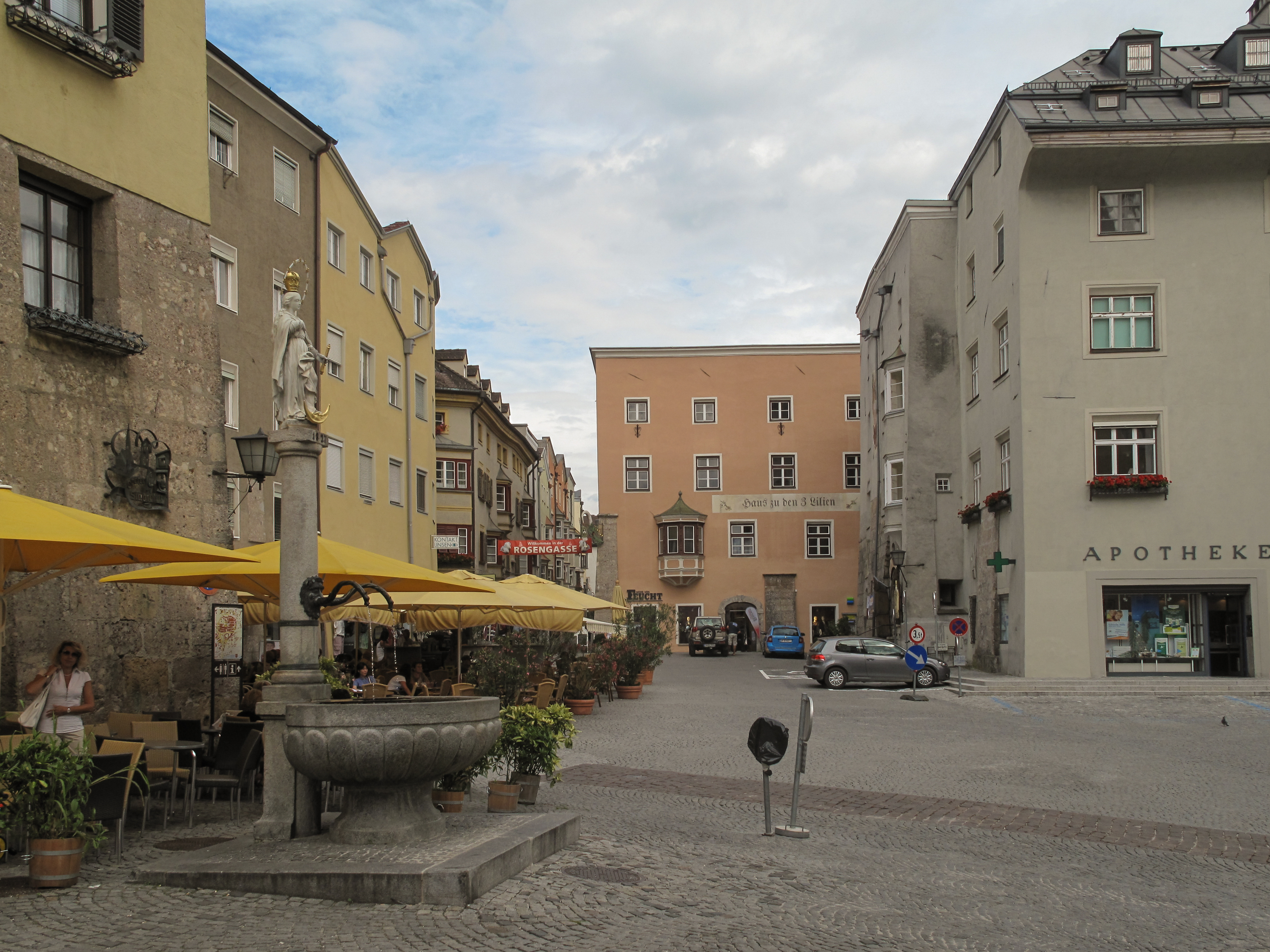
Oberer Stadtplatz – Blick zur Rosengasse
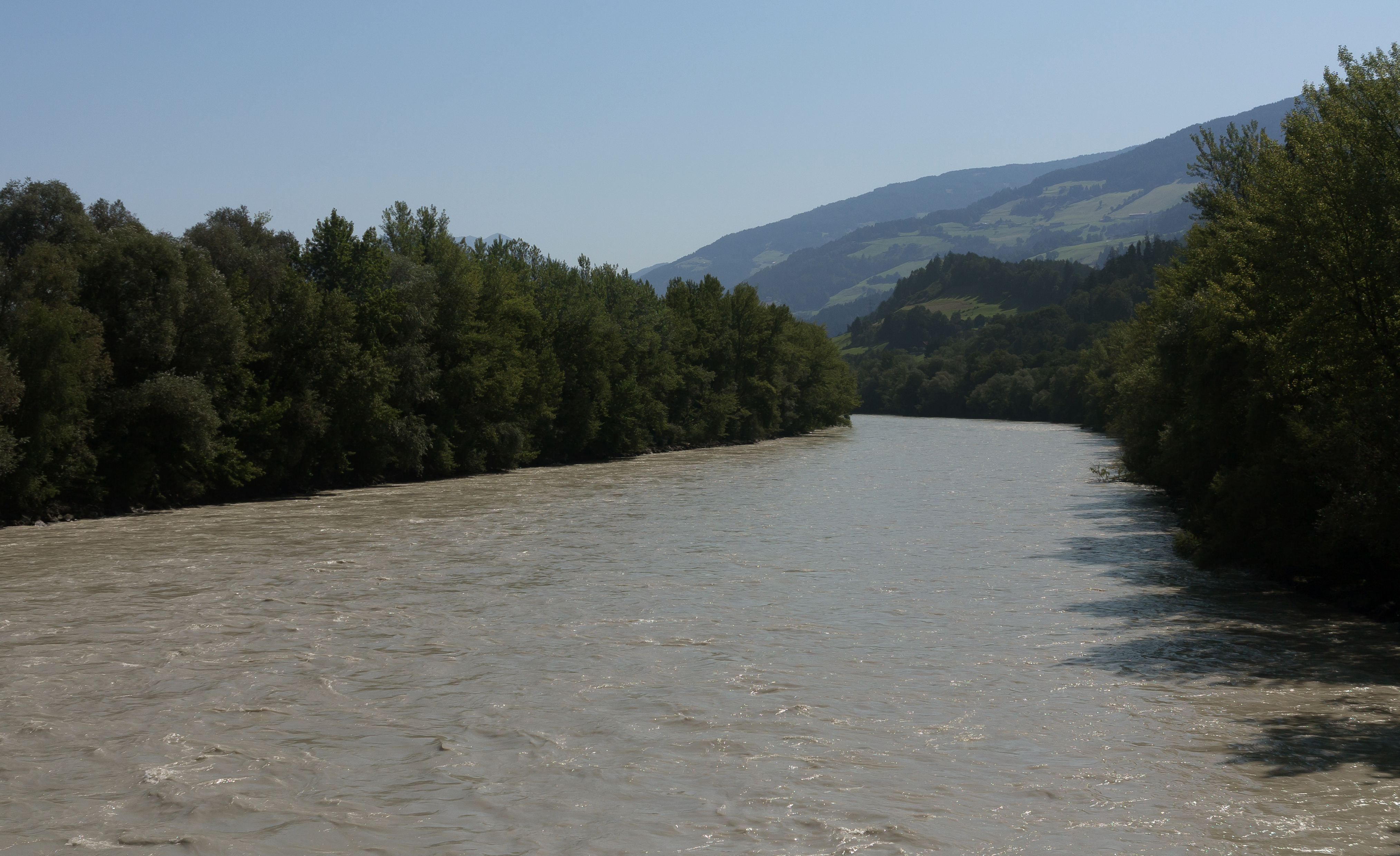
Der Inn nahe Hall